# 大阪府道137号曽根停車場線
大阪府道137号曽根停車場線（おおさかふどう137ごう そねていしゃじょうせん）は、大阪府豊中市を通る、かつて存在した一般府道である。

## 概要
豊中市曽根東町3丁目から豊中市曽根東町2丁目に至る。

### 路線データ
- 起点：豊中市曽根東町3丁目（阪急宝塚本線 曽根駅前）
- 終点：豊中市曽根東町2丁目（曽根交差点、国道176号交点）
- 総延長：569 m

## 歴史
- 2009年（平成21年）3月31日 - 府道指定を外れ、豊中市の市道（曽根服部緑地線の一部）となった。

## 地理

### 通過していた自治体
- 大阪府
  - 豊中市

### 交差していた道路
| 交差していた道路 | 交差していた場所 | 交差していた場所  |
| ---------------- | ---------------- | ----------------- |
| 国道176号        | 曽根東町2丁目    | 曽根交差点 / 終点 |

### 沿線
- 阪急宝塚本線 曽根駅